# Helmut Körnig
Helmut Körnig   (Berlín, 12 de setembre de 1905 - Dortmund, 5 de març de 1972) va ser un atleta alemany, especialista en curses de velocitat, que va competir durant les dècades de 1920 i 1930.
El 1928 va prendre part en els Jocs Olímpics d'Amsterdam, on va disputar dues proves del programa d'atletisme. Va guanyar la medalla de plata en la cursa dels 4x100 metres relleus, formant equip amb Georg Lammers, Richard Corts i Hubert Houben; i la de bronze en la dels 200 metres. Quatre anys més tard, als Jocs de Los Angeles, tornà a disputar dues proves del programa d'atletisme. Novament guanyà la medalla de plata en els 4x100 metres relleus, mentre en els 100 metres quedà eliminat en semifinals.
Körnig es llicencià en dret i va treballar com a periodista pel Berliner Tageblatt i com a sotsdirector de l'empresa Universum Film AG. Després de la Segona Guerra Mundial va dirigir la divisió de cinema, ràdio i fotografia del Comitè Executiu Federal de la Federació de sindicats alemanys DGB a Düsseldorf. En la dècada de 1950 fou el director de la seu de Westfalenhallen a Dortmund.

## Millors marques
- 100 metres llisos. 10.4" (diverses ocasions entre 1926 i 1931)
- 200 metres llisos. 21.0" (1928)
- 4x100 metres relleus. 40.6" (1932). Rècord del món[1][2]